# Eustachy Rylski
Eustachy Rylski (* 18. November 1944 in Nawojowa bei Nowy Sącz) ist ein polnischer Schriftsteller, Dramatiker und Drehbuchautor.

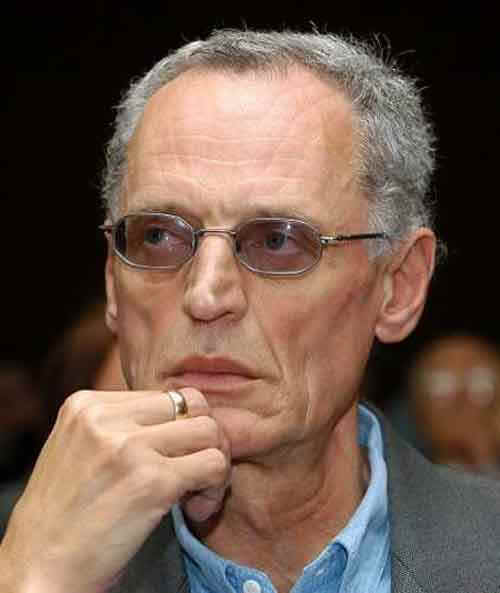
Eustachy Rylski

## Leben
Eustachy Rylski wurde als Sohn eines Ingenieurs geboren. Sein Vater, Kämpfer der Polnischen Heimatarmee wurde im September 1944, zwei Monate vor der Geburt Eustachys, hingerichtet. Rylski wuchs in der Familie seiner Großeltern auf.
Nach dem Abitur in Karpacz im Alter von 17 Jahren begann er seine Arbeit in einer Autoreparaturwerkstatt in Sobieszów bei Jelenia Góra. Er konnte sich ein Hochschulstudium nicht leisten. Er war als Bauarbeiter, Beamter, Erzieher in einer Bauberufsschule tätig, gründete eine Baufirma, die er nach seinem Schriftstellerdebüt aufgab.
Sein im Jahr 1984 veröffentlichter Roman „Stankiewicz“ wurde als das Debüt des Jahres begrüßt und von der Literaturkritik gelobt. Das Buch wurde in mehrere Sprachen übersetzt. Sein nächstes Werk, die Erzählungen „Tylko chłód“ („Nur die Kälte“, 1987) konnte den Erfolg des Debüts nicht wiederholen. In den nächsten zwanzig Jahren ist kein Prosawerk entstanden.
Gemeinsam mit seiner Ehefrau Lucyna Tempska-Rylska war er in der Redaktion der Frauenmonatsschrift  „Twój Styl“ der Bauer Media Group tätig. 1989 hat ihn der Leiter des Theaters des Polnischen Fernsehens, Jerzy Koenig mit dem Erstellen der Drehbücher für die Vorstellungen des Fernsehtheaters beauftragt. So entstanden fünf Theaterstücke, die auch in der Monatsschrift „Dialog“ veröffentlicht wurden.
Die Familie Rylski siedelte nach Chotomów bei Warschau über. Dort entstand 2004, nach 20 Jahren Pause, der Roman „Człowiek w cieniu“ („Der Mann im Schatten“), der ihm den Józef-Mackiewicz-Preis brachte. Der nächste Roman „Warunek“ („Die Bedingung“) wurde 2005 mit dem Nike-Preis ausgezeichnet. 2007 erschienen die Erzählungen „Wyspa“ („Die Insel“), darunter die Erzählung „Dziewczynka z hotelu Excelsior“ („Mädchen vom Excelsior-Hotel“), die nach dem Rylskis Drehbuch von Antoni Krauze verfilmt wurde.

## Auszeichnungen
Eustachy Rylski wurde 2004 mit dem Józef-Mackiewicz-Preis ausgezeichnet. Sein Roman „Warunek“ wurde im Jahr 2006 für den Nike-Preis nominiert. Im Jahr 2011 erhielt Eustachy Rylski die  Gloria-Artis-Goldmedaille. Er wurde am 23. Juni 2013 in Toruń mit dem Samuel-Bogumil-Linde-Preis ausgezeichnet.

## Werke
in deutscher Sprache
- Karussell. Roman. Volk und Welt, Berlin 1988, ISBN 3-353-00319-3.